# Stazione di Genova Granara
La stazione di Genova Granara è una fermata ferroviaria della linea Acqui Terme–Ovada-Genova, tratto meridionale della linea storicamente denominata Asti-Genova, ubicata sulle alture del quartiere di Pegli e circondata dal verde delle colline pegliesi. È raggiungibile solo a piedi percorrendo una mattonata, ossia una stradina che in lingua genovese è chiamata creuza, che la collega alla Val Varenna.

## Storia
La stazione, in origine denominata semplicemente "Granara", venne attivata il 17 giugno 1894 come parte della tratta da Ovada a Genova della linea Asti-Genova.
Nel 1926, in conseguenza dell'aggregazione a Genova dei comuni limitrofi, assunse la nuova denominazione di "Genova Granara".
Fino al 1999 la stazione disponeva di due binari e fermavano tutti i treni della tratta, successivamente il secondo binario è stato rimosso e, al 2022, fermavano dai due ai quattro treni al giorno.
Il 3 agosto 2008 negli edifici della stazione era stata inaugurata la sede della sezione di Genova Granara del G.I.A.N. (Gruppo Internazionale Amici della Natura), associazione no profit che aderisce al gruppo internazionale Naturfreunde Internationale, ma oggi non più presente in loco.

## Strutture e impianti
La stazione è composta da un fabbricato viaggiatori composto da due piani e uno interrato: al piano del ferro l'atrio, l'ufficio movimento e altri locali murati. Al primo piano troviamo un alloggio. L'unico locale accessibile è la sala d'attesa.
Vi sono altre due strutture adiacenti, un magazzino con spogliatoio e i servizi igienici, chiusi al pubblico da prima del 2000, perché non a norma con le leggi vigenti e di scarso utilizzo.
Sono presenti due banchine ferroviarie, solo la prima effettua servizio viaggiatori, dato che il binario del secondo marciapiede, che versa in stato di abbandono, è stato rimosso.

### Accessibilità
La stazione è dotata complessivamente di un binario a servizio dei viaggiatori con relativa banchina.
La stazione è dotata dei seguenti servizi per l'accessibilità:
- Presenza di sistemi di informazione al pubblico sonori;
- Presenza di sistemi di informazione al pubblico visivi.

## Servizi
Rete Ferroviaria Italiana, che gestisce sia la linea che la fermata stessa, classifica l'impianto all'interno della categoria bronze.
La stazione dispone dei seguenti servizi RFI:
- Sala d'attesa

## Movimento
La stazione è servita da quattro corse regionali svolte da Trenitalia nell'ambito del contratto di servizio stipulato con la Regione Liguria. Fino al 1999, anno in cui le fermate sono state fortemente ridotte, il numero di corse che sostavano presso questo scalo erano maggiori.

## Interscambio
La stazione dispone di:
- Fermata autobus (AMT Genova)

## Critiche
A Granara, pur essendo dotata di stazione ferroviaria propria, il servizio è limitato a due sole coppie di treni al giorno. Ciò benché la tratta compresa tra Genova ed Acqui Terme sia solcata da un numero superiore di treni aventi fermata in tutte le stazioni, esclusa quella di Granara.
La Direzione Regionale di Trenitalia, interpellata diverse volte in proposito, ha avanzato la giustificazione che “fare fermare tutti i treni a Granara avrebbe provocato dei rallentamenti per via degli incroci con i treni marcianti in senso contrario, essendo la linea ad unico binario”

## Galleria d'immagini

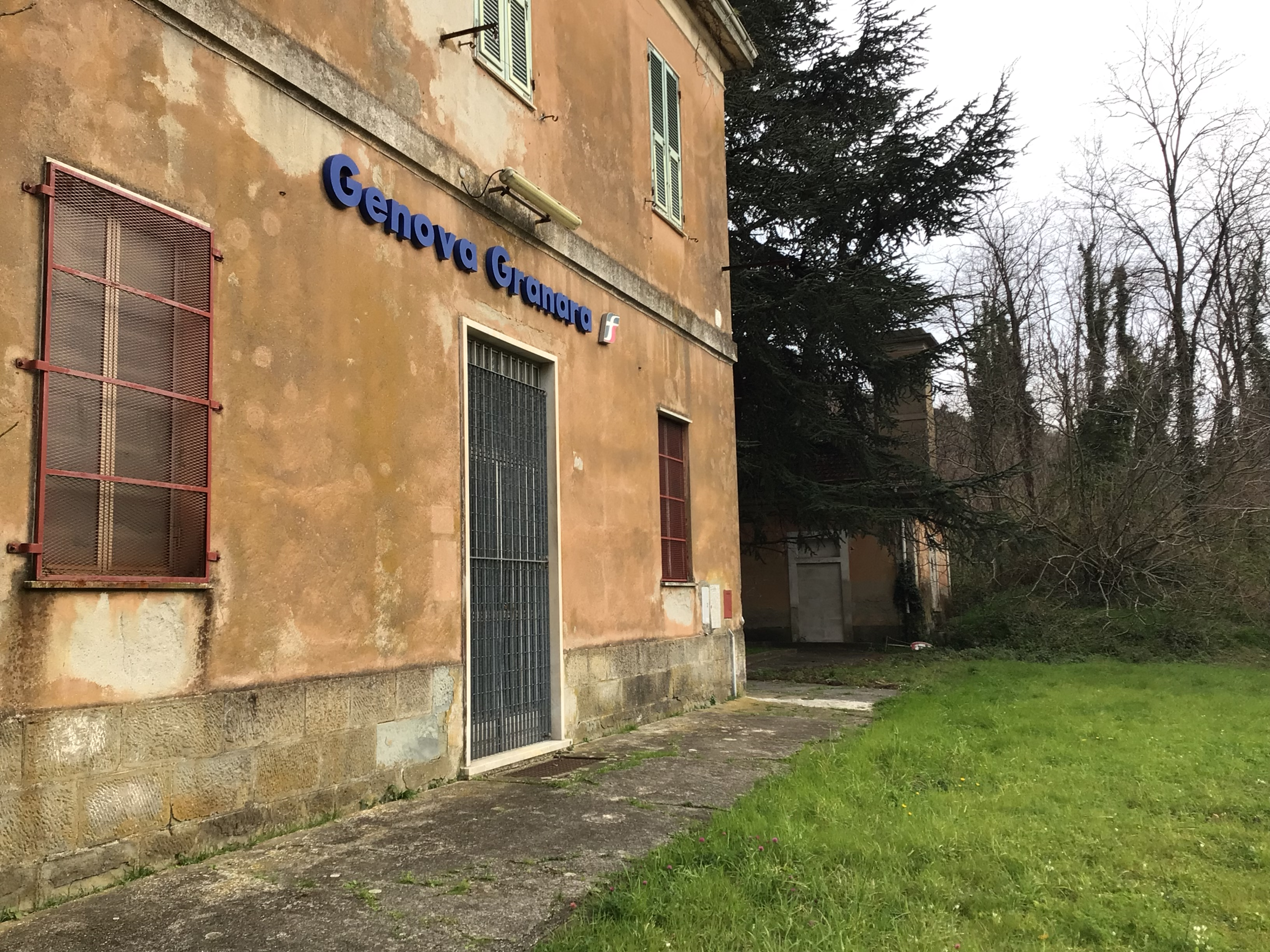
Fabbricato viaggiatori
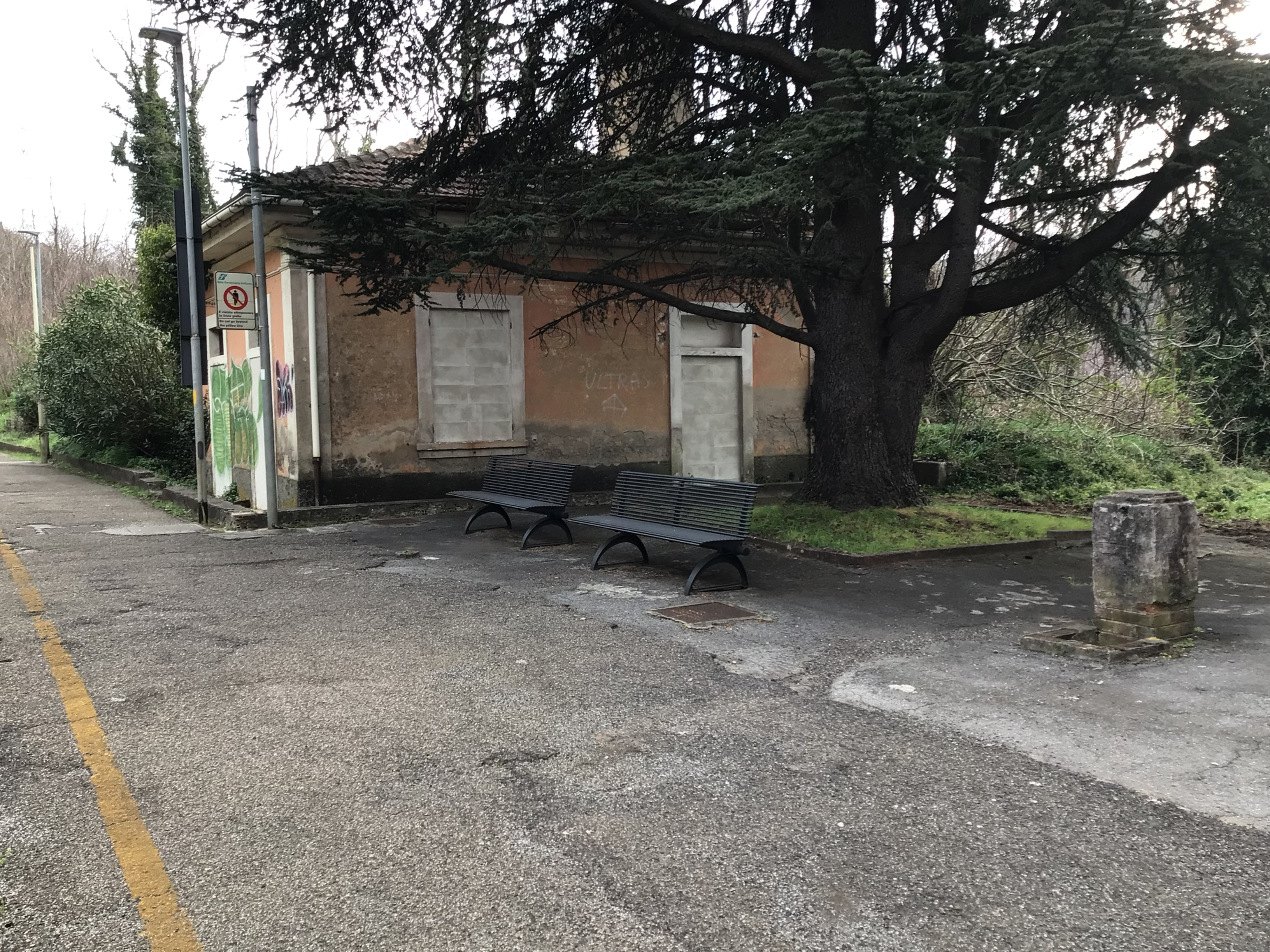
Area d'attesa sul primo marciapiede
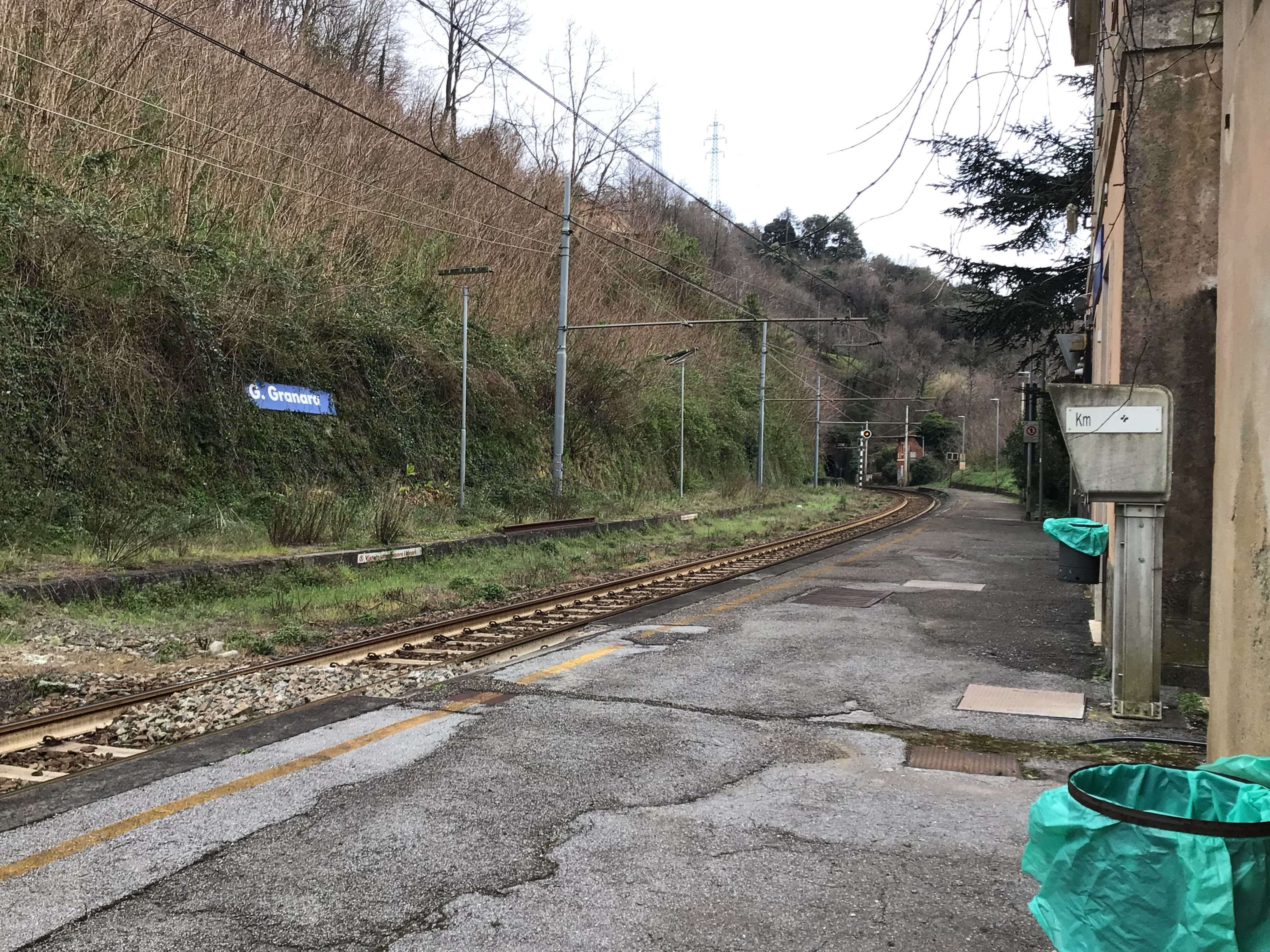
Piano del ferro
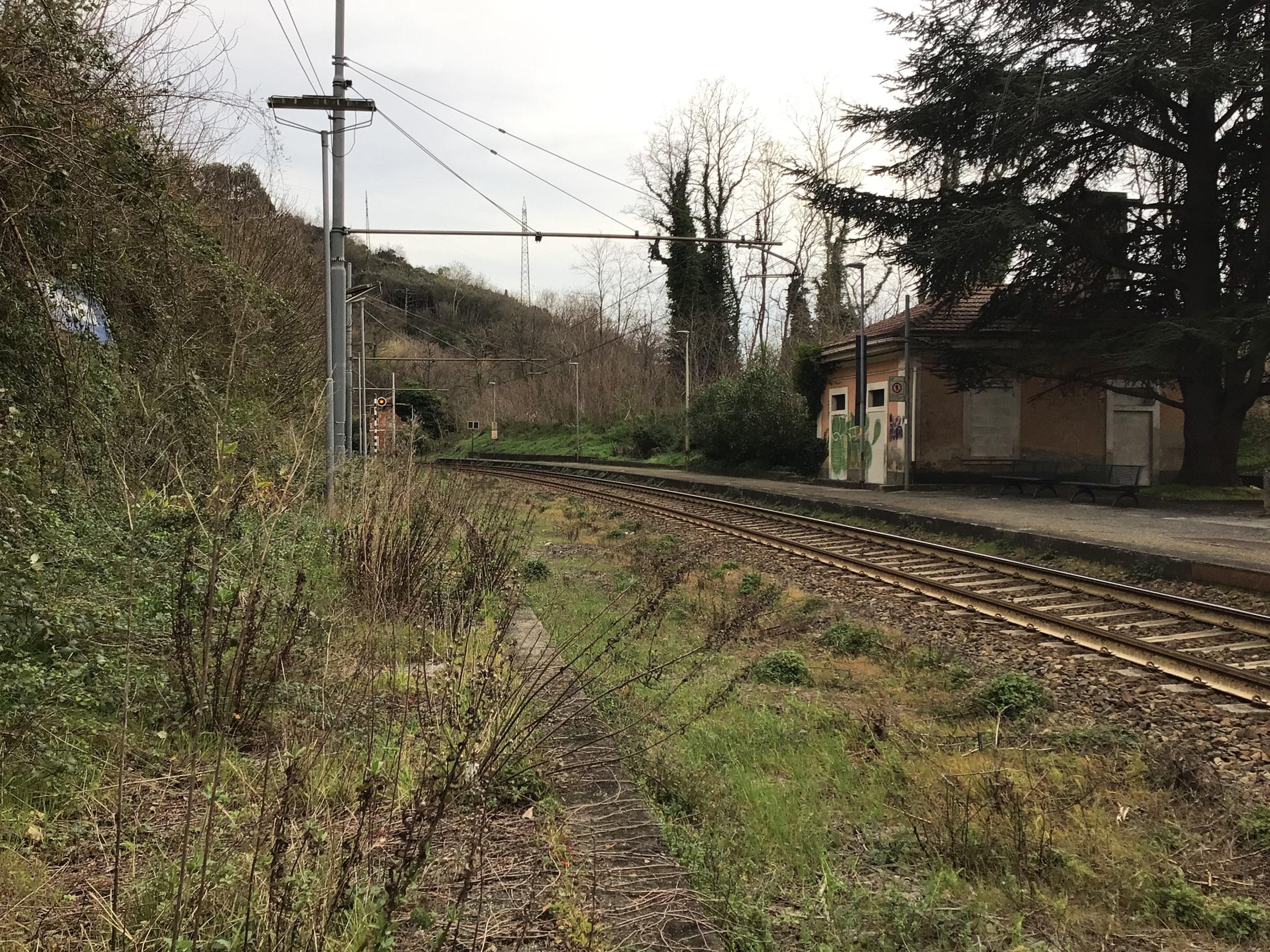
Ex secondo marciapiede
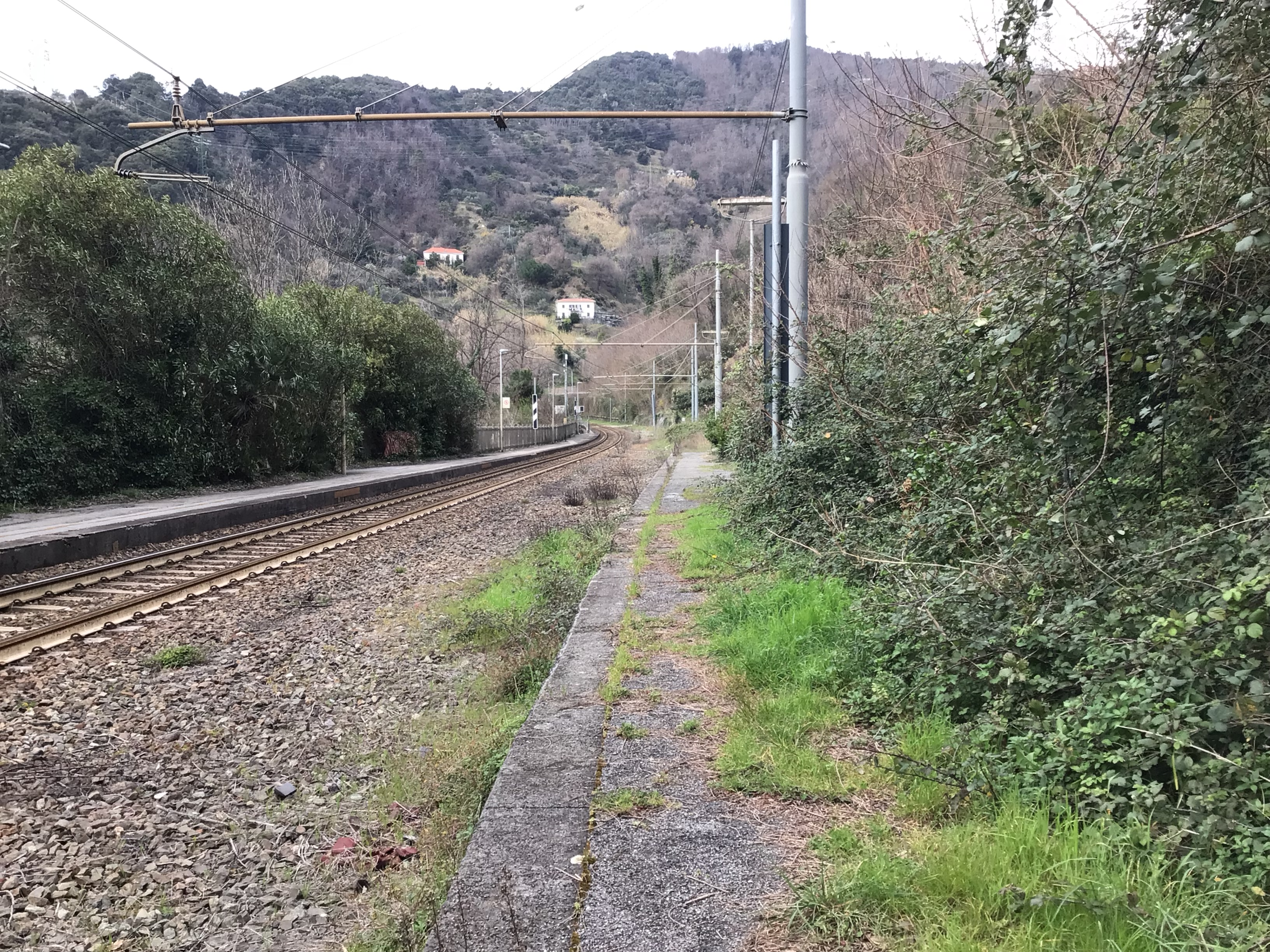
Secondo marciapiede
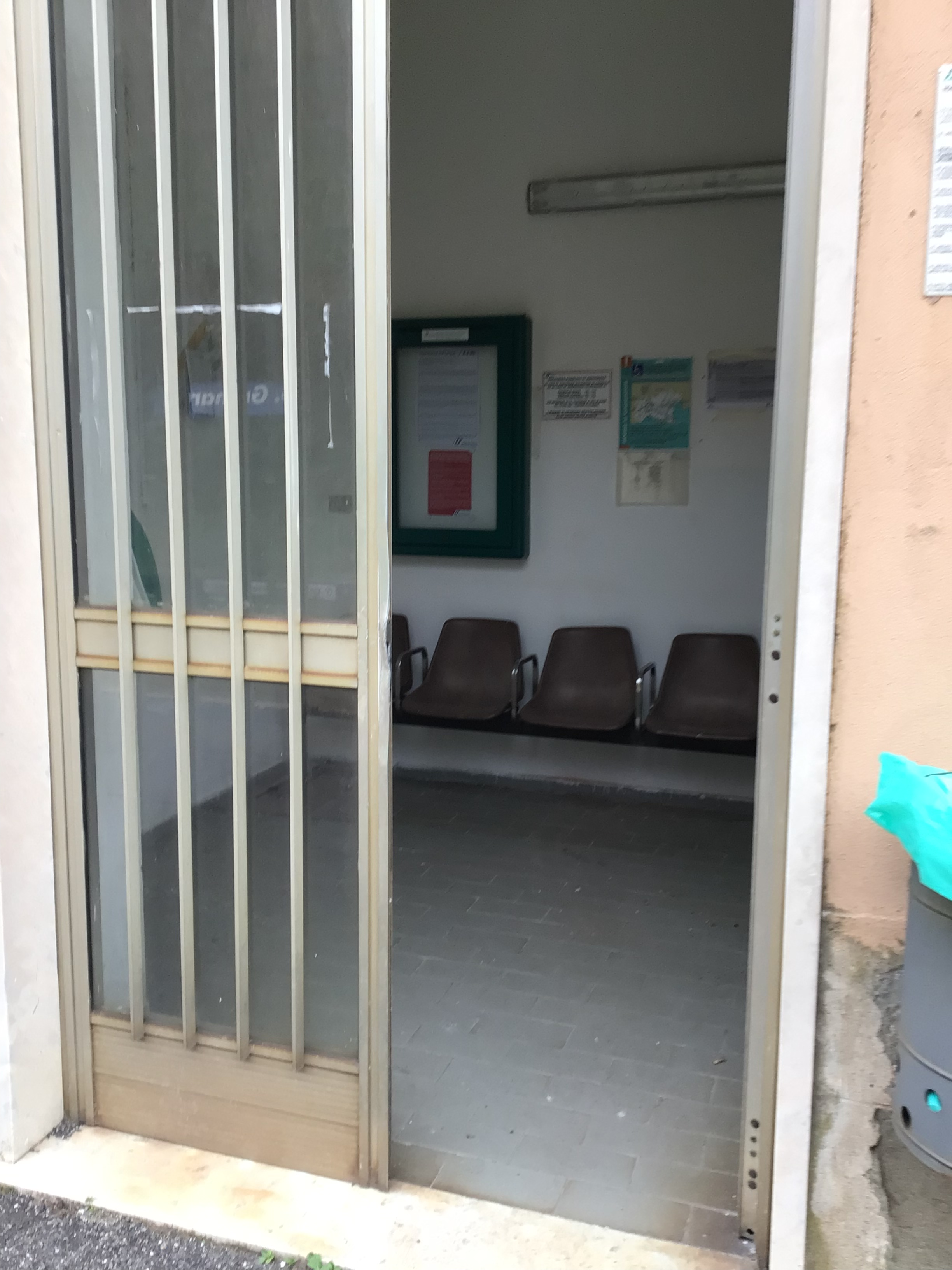
Sala d'attesa